# Gymnelia bricenoi
Gymnelia bricenoi är en fjärilsart som beskrevs av Rothschild 1911. Gymnelia bricenoi ingår i släktet Gymnelia och familjen björnspinnare. Inga underarter finns listade i Catalogue of Life.